# Rádio Junior (Słowacja)
Rádio Junior (Slovenský rozhlas 9) - dziewiąta rozgłośnia radiowa Slovenskégo rozhlasu. Jest ona dostępna za pośrednictwem satelity lub przez internet. Skierowana jest dla młodszych słuchaczy. Radio oferuje konkursy, audycje o literaturze dziecięcej, o muzyce i piosenkach dla dzieci.